# Тулалип Беј (Вашингтон)
Тулалип Беј (енгл. Tulalip Bay) град је у америчкој савезној држави Вашингтон.

## Демографија
По попису из 2000. године број становника је 1.561.
| Група             | 2000.       | 2010.    |
| Белци             | 850 (54,5%) | 0 (0,0%) |
| Афроамериканци    | 3 (0,2%)    | 0 (0,0%) |
| Азијати           | 18 (1,2%)   | 0 (0,0%) |
| Хиспаноамериканци | 41 (2,6%)   | 0 (0,0%) |
| Укупно            | 1.561       | 0        |